# Anomalocaris
Anomalocaris (“camarão estranho”) é um gênero extinto da família Anomalocaridae, que, por sua vez, possuía uma estreita relação com os artrópodes. Os primeiros fósseis de Anomalocaris foram encontrados no Folhelho Ogygopsis por Joseph Frederik Whiteaves; mais exemplares foram encontrados por Charles Doolittle Walcott no Folhelho Burgess. Originalmente várias partes fossilizadas foram encontradas separadamente (boca, apêndices, cauda) levando a crer que seriam três criaturas distintas, um equivoco corrigido por Harry B. Whittington e Derek Briggs em um artigo de jornal de 1985.

## Anatomia

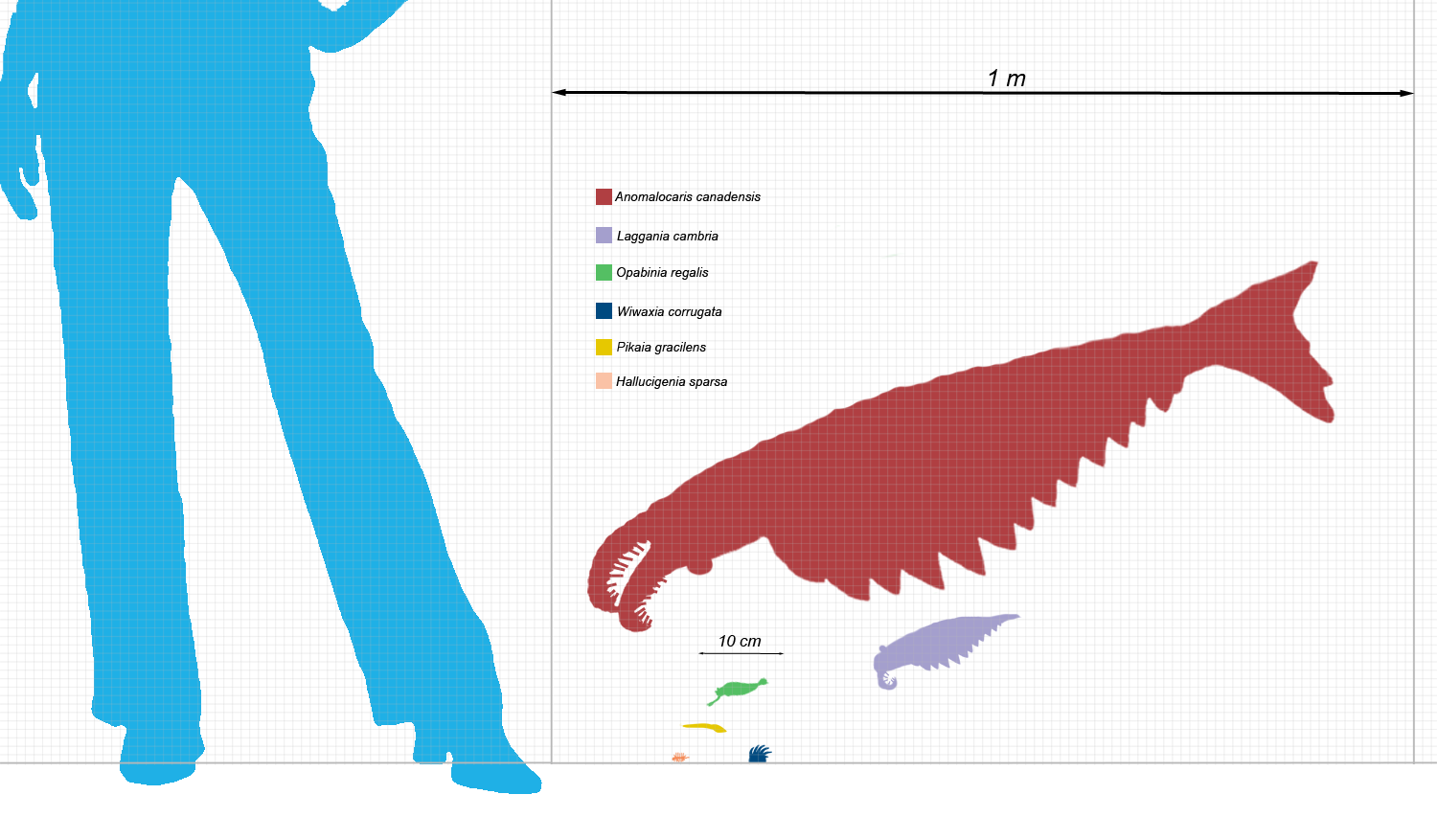
Comparação de tamanho entre Anomalocaris (em vermelho), um humano e outros membros da fauna do Folhelho Burgess

Deslocava-se através da água por ondulantes lóbulos flexíveis nas laterais de seu corpo. Cada lóbulo inclinava-se a seu posterior, permitindo a sobreposição de lóbulos de cada lado do corpo para agir como uma única barbatana, maximizando a eficiência da natação. A construção de um modelo de controle remoto mostrou que essa modalidade de natação era intrinsecamente estável, o que significa que o Anomalocaris não precisava de um cérebro complexo para lidar com o equilíbrio ao nadar.
Seus lóbulos laterais se sobrepunham. A maior parte do corpo estava do terceiro ao quinto lóbulo; estreitava-se para a cauda, possuindo pelo menos onze lóbulos no total. Os lóbulos posteriores são difíceis de discriminar, sendo difícil fazer uma contagem precisa.
O Anomalocaris tinha uma cabeça grande, um único par de olhos grandes e, eventualmente, compostos, e uma boca incomum em forma de disco. A boca era composta de 32 placas sobrepostas, quatro grandes e vinte e oito pequenas, assemelhando-se a um anel de abacaxi com o centro possuindo uma série de dentes serrilhados.  Pensa-se que o Anomalocaris era um predador. A boca podia contrair-se para esmagar uma presa, mas nunca fechar-se completamente, e os dentes continuavam até a parede do esôfago. Duas grandes “armas” (até sete centímetros de comprimento quando estendida) como espigas foram posicionadas em frente a boca.
A cauda era grande e em forma de leque, e junto com as ondulações dos lóbulos, provavelmente foi usada para impulsionar o animal através das águas do Cambriano. A grande quantidade de lamelas associadas ao topo dos lóbulos foram provavelmente suas brânquias.
Para sua época, o Anomalocaris era uma criatura verdadeiramente gigantesca, alcançando de 60 cm a um metro.

## Descoberta

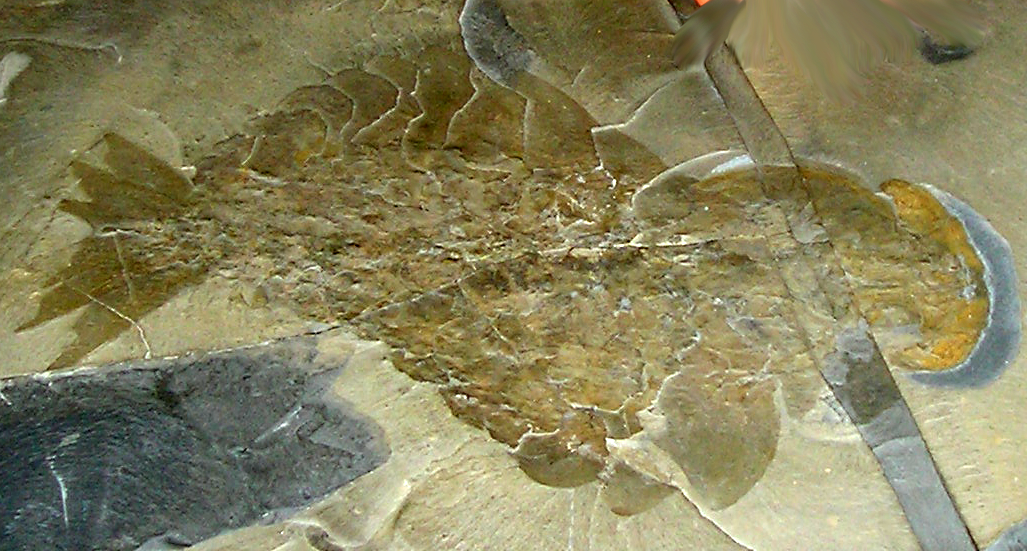
Primeiro fóssil completo de Anomalocaris

O Anomalocaris foi erroneamente identificado por várias vezes, em partes devido à sua composição de uma mistura de partes do corpo mineralizado e não mineralizado; a boca e a apêndice de alimentação foram consideravelmente mais difíceis de serem encontradas e mais facilmente fossilizadas que seu delicado corpo.
Seu nome se originou de uma descrição individual de um “braço”, descrito por Joseph Frederik Whiteaves em 1892 como uma criatura separada de um crustáceo semelhante, devido à sua semelhança com o rabo de uma lagosta ou camarão.
A primeira boca fossilizada foi descoberta por Charles Doolittle Walcott que a confundiu com uma água-viva colocando-a no gênero Peytoia. Walcott também descobriu um apêndice de alimentação, mas não conseguiu perceber as semelhanças com a descoberta de Whiteaves, identificando a apêndice de alimentação ou a cauda como do extinto Sidneyia.
O corpo foi descoberto separadamente e classificado como uma esponja do gênero Laggania; a boca foi encontrada com o corpo mas foi interpretada por seu descobridor Simon Conway Morris como um Peytoia não relacionado que tinha sido por acaso preservado com um Laggania.
Mais tarde, ao limpar o que ele pensava ser um modelo independente, Henry B. Whittington removeu uma camada de revestimento de pedra e descobriu o braço ligado de forma inequívoca o que pensava ser a cauda do camarão e a boca que se pensava ser uma água-viva. Whittington ligou as duas espécies, mas levou vários anos para perceber que os contínuos justapostos Peytoia, Laggania e o apêndice alimentador representavam uma criatura única e enorme. Segundo as regras da Comissão Internacional de Nomenclatura Zoológica, o mais antigo nome tem prioridade, que neste caso seria Anomalocaris. O nome Laggania foi usado mais tarde para outro gênero de Anomalocaridae. Peytoia foi modificado para Parapeytoia, um gênero de Anomalocaridae chinês. Anomalocaris é colocado na extinta família Anomalocaridae, e é considerado atualmente como relacionado como os artrópodes modernos.

## Ecologia

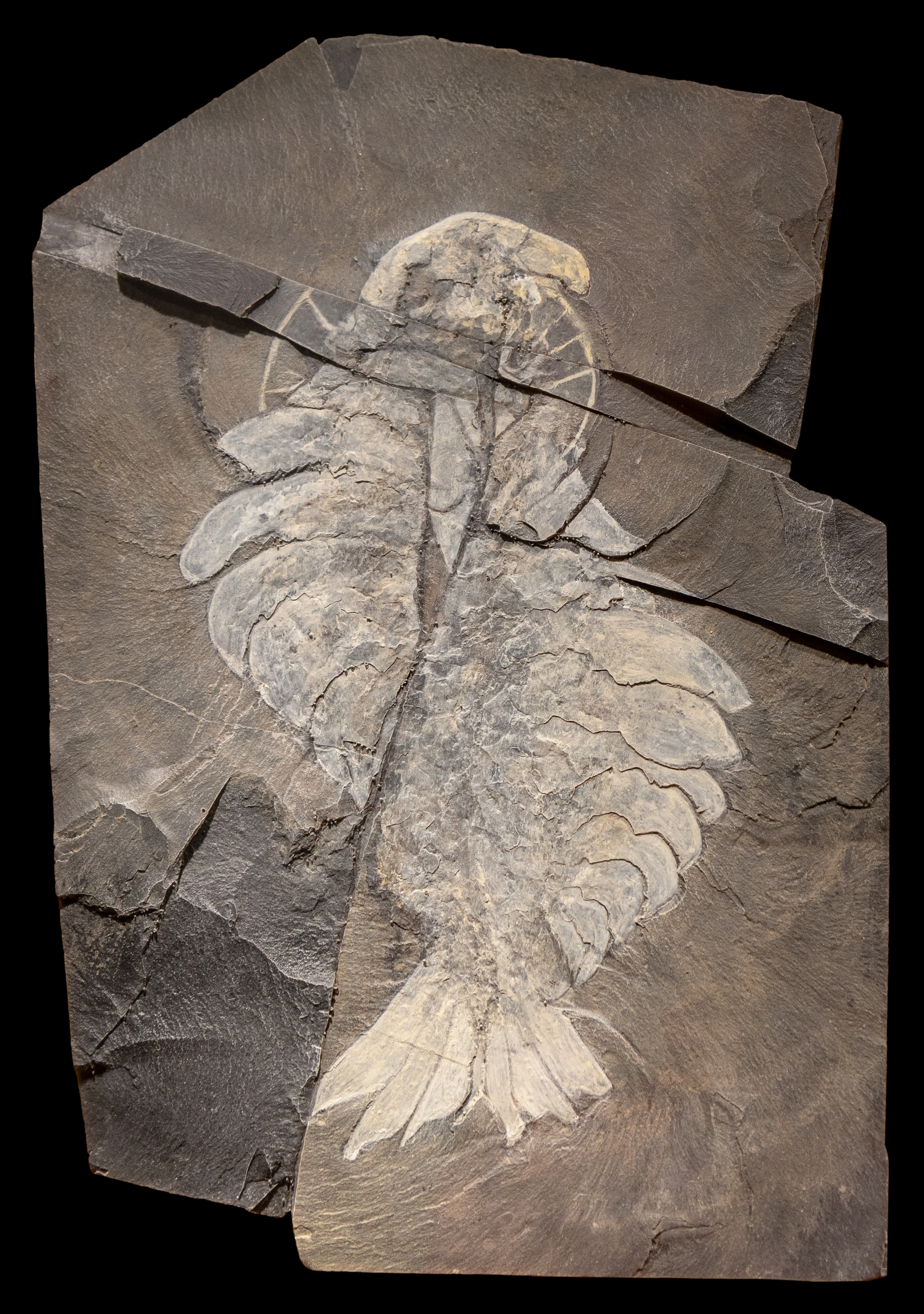
TMP 2023.003.0003, um espécime completo de ~Anomalocaris canadensis

O Anomalocaris teve uma distribuição cosmopolita em mares do Cambriano, sendo encontrado em depósitos do Canadá, China, Utah, Austrália e muitos mais.
Uma visão de longa data detém que o Anomalocaris se alimentava de animais com o corpo rígido, incluindo os trilobitas. Apesar de suas glândulas intestinais sugerirem um estilo de vida predatório, sua capacidade de penetrar escudos mineralizados veio à tona nos últimos anos. Alguns trilobitas cambrianos foram encontrados com “mordidas” redondas ou em forma de W, que foram identificados em forma com o aparelho bucal dos Anomalocaris.
Fortes indícios de que o Anomalocaris comeu trilobitas vem das pelotas fecais fossilizadas, que contêm partes de trilobitas; além disso são tão grandes que o anomalocaris é o único organismo grande o suficiente para tê-las produzido. No entanto, desde os Anomalocaris se carece de qualquer tecido mineralizado, parecendo improvável que ele seria capaz de penetrar a casca dura e calcificada dos trilobitas.
Uma possibilidade é que os Anomalocaris colocavam seu alimento em suas mandíbulas através da utilização de seus apêndices capturando o animal do outro lado ou por trás. Isso salienta que explorou os pontos fracos da cutícula dos artrópodes, causando a ruptura do exoesqueleto da presa o que permitia que o predador acessa-se suas entranhas. Acredita-se que esse procedimento proporcionou uma pressão evolutiva dos trilobitas para se enrolarem, para assim evitarem serem flexionados até serem interceptados. Contudo, a falta de desgaste do aparelho bucal dos anomalocaris sugere que eles não entraram em contato regular com conchas de trilobitas mineralizados. Uma modelagem computadorizada das estruturas bucais do anomalocaris sugere que elas eram de fato mais adequadas para chupar organismos menores e de corpo mole (não podendo tem sido responsável por muitas deformações dos trilobitas).

## Cultura popular
O Anomalocaris é descrito como sendo o primeiro grande predador da Terra nos documentários Walking with Monsters, da BBC, e Triumph of Life, do National Geographic Channel. Também é conhecido pelo vídeo "anomalocaris tribute" pelo canal scorpiopade

## Ligações Externas
- «Anomalocaris no Atlas Virtual da Pré-História». www.atlasvirtual.com.br. Consultado em 1 de maio de 2009. Arquivado do original em 11 de fevereiro de 2009